# Valenciennes-i bajvívás
A valenciennes-i bajvívást 1455. májusban rendezték két polgár között.

## Lefolyása
A Valenciennes-ben lakó polgár, Jacotin Plouvier azzal vádolt meg egy tournai-i szabót, Mahiot (Mahiénot) Coquelt, hogy meggyilkolta szülei egyikét. A vitás ügyet bajvívással, az istenítélet egyik formájával döntötték el. Az előkészületek több mint egy éven át tartottak. A város területet nyújtott a harchoz és lépéseket tett a tisztességes küzdelem biztosítására. A küzdelem előtt mindkét férfit őrizetben tartották, a fegyvereket − a fapajzsokat és a keményfából, egy beszámoló szerint naspolyafából készült buzogányokat − szintén közpénzből finanszírozták. Mindkét fél engedélyt kapott arra, hogy pajzsát, saját költségén, szent szimbólumokkal díszíttesse, valamint felfogadtak két mestert harci felkészítésükre. Coquel kiképzőjét Hans mesterként jegyezték fel a krónikák, a másikat Jean de Bourges-nak hívták. Egyes feltételezések szerint Hans mester Hans Talhoffer dél-németországi vívómester lehetett, aki ilyen összecsapásokra specializálódott, valamint szakkönyvek szerzője is volt.
A párbaj területét, a piacteret elkerítették. A korabeli feljegyzések szerint a küzdők haját és körmét levágták, testükre feszülő, bőrből varrt ruhát öltöttek. A férfiakat zsírral kenték be, hogy ne tudják megragadni egymást, csak a kezüket borította hamu, hogy képesek legyenek tartani a pajzsot és a buzogányt. A párbaj néhány véres ütéssel kezdődött, majd homokot szórtak egymás szemébe, és a földön, birkózva folytatták a harcot. Plouvier kinyomta ellenfele mindkét szemét, és a megnyomorított férfi kegyelemért kezdett könyörögni. III. Fülöp burgundi herceg nem adott kegyelmet, hanem a városra bízta a döntést. Coquel bevallotta bűnét a papnak, és a hóhér véget vetett szenvedéseinek.
Georges Chastellain krónikaszerző feljegyezte, hogy a küzdelem alatt folyamatosan zúgtak a város harangjai. A küzdelmet sokan tekinteték meg. Olivier de la Marche krónikaíró szerint a herceget szégyennel töltötték el a látottak. Ígéretet tett arra, hogy megmutatja Valenciennes polgárainak, milyen a lovagias küzdelem, ezért a következő évben bajvívó tornát rendezett a városban.